# Phreatia dendrophylax
Phreatia dendrophylax är en orkidéart som först beskrevs av Heinrich Gustav Reichenbach, och fick sitt nu gällande namn av Friedrich Fritz Wilhelm Ludwig Kraenzlin. Phreatia dendrophylax ingår i släktet Phreatia och familjen orkidéer. Inga underarter finns listade i Catalogue of Life.